# Alénya
Alénya település Franciaországban, Pyrénées-Orientales megyében. Lakosainak száma 3712 fő (2022. január 1.). Alénya Saint-Nazaire, Canet-en-Roussillon, Saint-Cyprien, Elne, Corneilla-del-Vercol, Théza és Saleilles községekkel határos.

## Földrajz

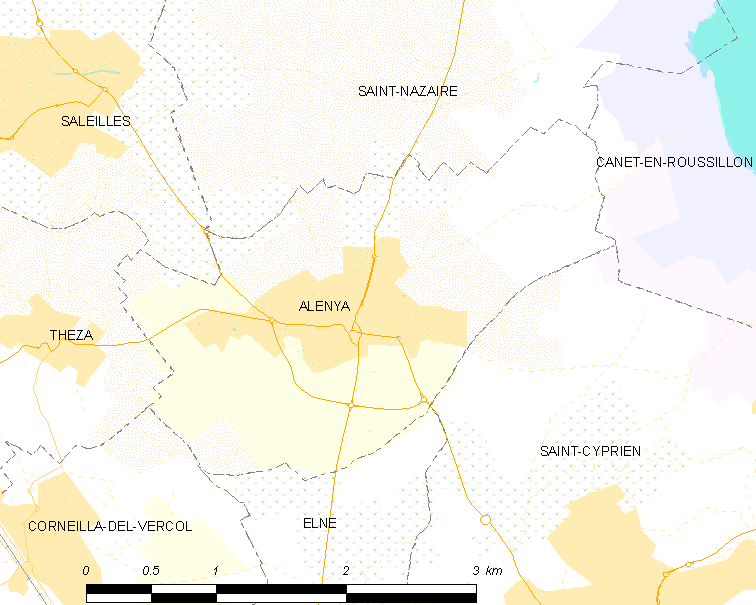
Alénya térkép

## Népesség

Népesség 1962-2008

A település népességének változása: